# 红旗村墓群
红旗村墓群，位于中国吉林省公主岭市环岭街道红旗村，为一个省级文物保护单位，类型为古墓葬，公布时间为2007年5月31日。该文物保护单位由公主岭市文管所管理。
红旗村墓群的历史年代为金代。